# Arrondissement di Guebwiller
L'arrondissement di Guebwiller era una suddivisione amministrativa francese, situata nel dipartimento dell'Alto Reno, nella regione del Grand Est.
Dal 1º gennaio 2015 è stato soppresso e ripartito tra l'Arrondissement di Thann e l'Arrondissement di Mulhouse.

## Composizione
L'arrondissement di Guebwiller raggruppava 47 comuni in 4 cantoni:
- cantone di Ensisheim
- cantone di Guebwiller
- cantone di Rouffach
- cantone di Soultz-Haut-Rhin.